# Albrecht Segesser von Brunegg
Albrecht Segesser von Brunegg (* zwischen 1528 und 1534 in der Schweiz (Mellingen?); † 18. November 1605 in Luzern) war ein Schweizer Ratsherr, Landvogt und Offizier in päpstlichen und französischen Diensten.

## Leben
Albrecht Segesser gehörte zu der von seinem Vater Hans Ulrich (IV.) begründeten jüngeren Luzerner Linie des Aargauer Ministerialengeschlechts Segesser von Brunegg, das seinen Stammsitz in Mellingen AG hatte. Er wird 1534 zum ersten Mal (ohne Namen) als Sohn Hans Ulrich Segessers genannt. Am 25. Mai 1543, nach dem Tod seines Vaters, war er, wie auch sein Bruder Jost Segesser von Brunegg, beim Verkauf von Herrschaft, Dorf und Gericht Tägerig an Schultheiss und Rat von Mellingen minderjährig unter der Vormundschaft Bernhards I. Segesser, Obervogt zu Kaiserstuhl AG.
Seit 1548 in Rom wurde er dort mit seinem Bruder Jost unter der Obhut des Gardehauptmanns Jost von Meggen erzogen, den er ab 1559 mit seinem Bruder Jost in der Gardehauptmannschaft vertrat. Mit seinem Bruder wurde er auch von Luzern zum Gardekapitän vorgeschlagen. Im selben Jahr, 1559, schenkte ihm Luzern das Bürgerrecht und kam er durch seine Gemahlin Kunigunde (Küngold) von Meggen, Erbin und Herrin von Baldegg, in den Besitz der Herrschaft Baldegg, nach der er sich von da an zuweilen nannte.
Bis 1560 war er mit seinem Bruder Jost gemeinsam Kommandant der Schweizergarde in Ravenna und machte dann den luzernischen Auszug wegen des sog. Glarnerhandels zur Rekatholisierung von Glarus mit. 1564 wurde er Mitglied des
Grossen Rates, 1566 des Kleinen Rates zu Luzern, 1567 Stubenmeister (Vorsteher) der adeligen
Gesellschaft zum Affenwagen. Ende desselben Jahres wieder nach Rom gereist, wurde er zu Beginn des Jahres 1568 Leutnant seines Bruders in der dortigen Schweizergarde, mit Repräsentationsrecht und gleichzeitig Ritter vom güldenen Sporn (eques auratus). Um diese Zeit verkaufte er Baldegg an seinen Bruder Jost, kehrte aber wieder in die Schweiz zurück. Von 1568 bis 1569 war er Landvogt zu Beromünster, 1569 bis 1572 im Michelsamt.
1572 wurde er Hauptmann im projektierten Hilfszug des Landammanns Melchior Lussy nach Venedig, ging jedoch schon
im März 1573 als Hauptmann eines Luzerner Fähnleins im Regiment des Hauptmanns Gebhard Tammann nach Frankreich und machte die Belagerung von La Rochelle mit (23. Mai bis 25. Juni 1573). Vom 19. April 1575 bis Mitte April 1578 war er Stellvertreter seines abwesenden Bruders in der Garde zu Rom, 1578 bis 1580 fürstlich konstanzischer Obervogt zu Arbon, 1581 bis 1594 Landvogt zu Rothenburg LU. 1583 wurde er erster Hauptmann (Oberstleutnant) im königlich französischen Regiment Sebastian Tanner, 1585 Gesandter nach Mailand. 1588, 1594, 1595 Tagsatzungsgesandter, 1595 Landvogt zu Willisau. 1588 reiste er nach Malta.
Er starb am 28. November 1605 in Luzern. Er war dreimal verheiratet. Seine letzte Ehefrau Katharina von Hinwyl überlebte ihn und wurde später Zisterzienserin in der Reichsabtei Gutenzell, wo sich ein Antependium mit ihrem Abbild erhalten hat.